# Austrasie
Austrasie (starofrancouzsky Oster-rike, latinsky Austrasia, tj. v překladu „východní země“) bylo království, které tvořily severovýchodní části Francké říše v období Merovejců. Zahrnovalo území dnešní severovýchodní Francie, západního Německa, Belgie, Lucemburska a Nizozemska (povodí Mázy a Mosely, střední a dolní povodí Rýna).

## Historie
Království vzniklo po smrti franckého krále Chlodvíka I. Podle tehdejšího práva si rozdělili říši jeho synové Chlothar I., Childebert I., Chlodomir a Theuderich I. a tím vznikly celky Burgundsko, Neustrie, Akvitánie a Austrasie.
Austrasie zanikla s posledním králem z rodu Merovejců (751), aby se začlenila do veliké Francké říše, kterou vytvořili Pipin I. a Karel Veliký.

## Austrasie v mapách

staré mapy
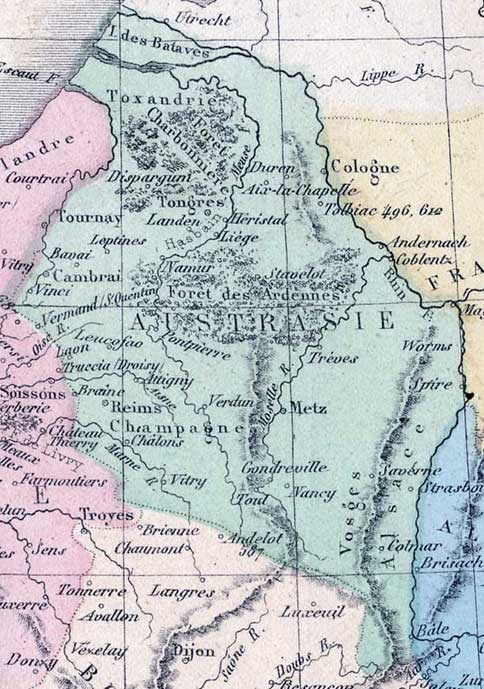
Austrasie roku 752